# Aimé Giral
Aimé Giral   (Perpinyà, 8 d'agost de 1895 - Somme-Suippe, 15 de juliol de 1915) fou un jugador de rugbi nord-català que, a només divuit anys, destacà especialment en l'equip de la Unió Esportiva Arlequins de Perpinyà que guanyà el campionat de França de rugby a XV el 1914. Morí a la Primera Guerra Mundial, i hom donà el seu nom a l'estadi de la USAP, l'estadi Aimé Giral.